# Hamina
Hamina (AFI: [ˈhɑminɑ]), também conhecida por seu nome em sueco, Fredrikshamn (AFI: [freːdriksˈhamn]), é uma das cidades portuárias mais importantes da Finlândia. Localiza-se na região de Kymenlaakso, no sul do país. Também é a cidade onde morreu o lendário franco-atirador Simo Häyhä.